# التنقيب عن الماء

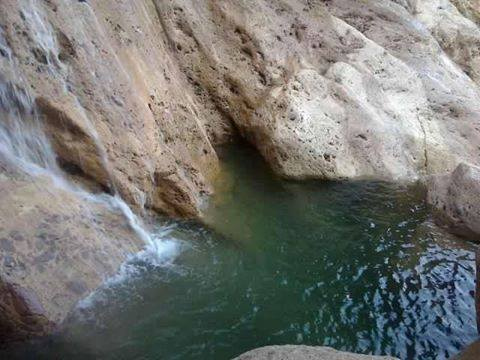

التنقيب عن المياه الجوفية منذ القدم والانسان يبتكر طرق جديد للكشف عن الموارد المائية خاصة الموجودة في باطن الأرض لتلبية حاجياته اليومية في مجالات مختلفة وبالأساس المجال الفلاحي ولذلك يستعمل الإنسان تقنيات مختلفة لتنقيب عن المياه الجوفية فهناك تقنيات حديثة جد مكلفة ليست في متناول الدول الفقيرة والنامية بينما هناك طرق تقليدية للحصول على المياه كحفر الآبار، استعمال المدخات وإعداد الحفارات.

## طرق التنقيب عن المياه الجوفية

### طرق مباشرة
تسمى المياه الجوفية المحبوسة في الطبقات الصخرية الباطنية السديمة المائية عندما تكون هذه السديمة قريبة من سطح الأرض يكون من السهل معرفة المستوى الذي توجد فيه عندما يتم حفر بئر يصل إلى السديمة فإن مستوى الماء يناسب المستوى العلوي للسديمة، ويسمى المستوى التغمازي في أغلب الأحيان يكون المستوى التغمازي مائلا ويختلف حسب طبيعة التضاريس حيث يرتفع في الهضاب وينخفض في الوديان عند تقاطع المستوى التغمازي مع سطح الأرض يتدفق الماء ويؤدي إلى تشكل منبع مائي.

### مؤشر النباتات
يعتمد المختصون كذلك على بعض النباتات كمؤشرات لتنقيب على المياه الجوفية التي تعتمد على النباتات.
تدل النباتات الجافة أن نسبة المياه الجوفية ضئيلة بينما
يدل وجود نباتات رطبة للماء على قرب السديمة من سطح الأرض.

### طريقة التنقيب الزلزالية
ترسل شاحنة اهتزازات إلى باطن الأرض انطلاقا من سطحها، ثم تنعكس هذه الاهتزازات في اتجاه السطح وتلتقط بواسطة جهاز مسجل للهزات. تسمح سجلات الاهتزاز المحصل عليها بمعرفة طبيعة الصخور في باطن الأرض وبالتالي الكشف عن وجود الطبقات المائية. ترتفع سرعة هذا الانتشار هذه الموجات كلما ارتفعت نسبة الماء في الصخور.

### طريقة التنقيب الكهربائية
تعتمد هذه الطريقة على حساب مقاومة الصخور لتيار الكهربائي كلما كانت المقاومة الكهربائية لصخور منخفضة ترتفع نسبة الماء لصخور.

### ضباب الأرض
يظهر على سطح الأرض أحيانا ضباب تختلف كثافته باختلاف تبخر المياه الجوفية باستخدام طرق مختلفة مثل: استخدام أفرع طويلة من الأشجار في المناطق شبه الرطبة تغرس في الأرض وعندئذ تميل الأفرع في اتجاه المياه الجوفية
كما يتم استخدام صحون توضع مائلة فوق سطح الأرض وتترك طوال الليل فيشاهد بخار الماء كثيفا على سطحها الداخلي في الصباح إذا كان بالأرض كمية كبيرة من المياه الجوفية

### التنقيب باستخدام العصا
ومن أبرز ادوات التنقيب فرع شجرة أو عصا بشكل «Y» يتم ألإمساك بها من الطرفين، ويتجه الرأس إلى اسفل إذا سار المنقب فوق خزان ماء باطني ويقول كثيرون من المنقبين ان الخشب يخسر فعاليته إذا جف من الماء.

## تاريخ
لا يعرف بدقة متى بدأ الإنسان بممارسة الكشف عن مخابئ المياه عبر التاريخ ولكن يعتقد أنها تعود إلى 8000 سنة مضت، حيث عثر على نقوش مرسومة على جدران كهوف تيسيلي المكتشفة في شمال أفريقيا يرجع تاريخها إلى 8000 سنة تصور رجالاً من القبيلة يحيطون برجل يحمل عصا بشكل شوكة ويفترض أنها استخدمت للكشف عن مخابئ المياه. كذلك تم العثور على أعمال فنية قديمة من الصين ومصر تصور أناساً يستخدمون أدوات على شكل شوكة لنفس الغرض ويعتقد أيضاً أن الكشف عن مخابئ المياه ذكر في التوراة (أو العهد القديم) وإن لم يشار إليه بالإسم من خلال قصة عن موسى وهارون عليهما السلام تتناول استخدامها لقصبة لتحديد موقع المياه.